# Российская партия жизни
«Российская партия жизни (РПЖ)» — левоцентристская политическая партия, существовавшая в России в 2002—2006 годах под руководством председателя Совета Федерации ФС РФ Сергея Миронова. Образована 29 июня 2002 года. В октябре 2006 года партия самораспустилась, создав новую объединённую партию «Справедливая Россия».

## История
Кандидат исторических наук Е. С. Волк отмечал:

Под эгидой спикера Совета Федерации Сергея Миронова, третьего лица в государстве, состоялся съезд «Партии жизни». Её создание приветствовал сам президент Владимир Путин. Пока что ни программа, ни идеология нового политического объединения чётко не определены, и потому его перспективы достаточно туманны. Тем более что одна партия власти — «Единая Россия» — уже успешно функционирует. Но если в силу каких-либо соображений Кремль передумает поддерживать существующую левоцентристскую партию и решит делать ставку именно на «Партию жизни», то «раскрутить» её будет не сложно…

### Участие в выборах
14 сентября 2003 года на II съезде Российской партии Жизни был утверждён федеральный партийный список кандидатов в депутаты на Выборы в Государственную думу 4-го созыва, в состав которого вошли:
- Геннадий Селезнёв,
- Сергей Миронов,
- Валентина Терешкова,
- Николай Басков
- Оксана Фёдорова и др[4].

К парламентским выборам 4-го созыва на основании выдвинутого федерального коалиционного списка в составе партии находились шесть членов Совета Федерации, 21 представитель региональной исполнительной и законодательной власти и один депутат ГД. Партия в выборах участвовала в составе избирательного блока под названием «Партия возрождения России — Российская партия жизни». В СМИ блок прозвали «Спикерским», поскольку его лидерами были спикер Совета Федерации и спикер Государственной думы. 7 декабря 2003 года, по результатам выборов получила 1,88 % (1 140 333 голосов избирателей), не пройдя в парламент ГД. По одномандатным округам прошли Валентина Савостьянова (фракция партии «Родина»), Антон Баков (вступил в «Союз правых сил») и Геннадий Селезнёв (вне фракций).
«Единая Россия» на выборах называлась стратегическим союзником. С её руководством велись переговоры, чтобы в одномандатных округах кандидаты от Партии жизни не пересекались с кандидатами от партии власти.
4 января 2004 года состоялся третий съезд партии, который на президентские выборы выдвинул лидера партии Сергея Миронова, набравшего 14 марта 0,75 % (524 324 голосов избирателей). Участвовал Миронов, по его словам, чтобы помочь главе государства Владимиру Путину: «решил принять участие в выборах, так как получил информацию, что снимутся все кандидаты и выборы отменят». Пиаром той президентской кампании Миронова занимались «Парламентская газета» и «Российская газета».
В 2001—2005 годах руководитель московского отделения «Российской партии жизни» Ирина Рукина являлась депутатом Московской городской думы. В марте 2004 года она была соучредителем второй демократической фракции в МГД «Новая Москва», в которую также вошли независимые депутаты и члены «Союза правых сил». Сопредседателем вместе с Рукиной стал Иван Новицкий (СПС). Велись переговоры об объединении в московском парламенте и с «Яблоком» («Яблоко — Объединённые демократы»), во фракцию которого тоже входили, помимо яблочкников, члены СПС, но безуспешно.
В 2004 году Партия жизни сотрудничала в «Союзом правых сил» также на выборах в Иркутскую городскую думу, зарегистрировав единый блок «Ангара. Байкал. Россия».

### Роспуск
В июле 2006 года Сергей Миронов на совместной пресс-конференции с новым лидером партии «Родина» Александром Бабаковым объявили о намерении объединить свои партии. Миронов и Бабаков заявили о готовности объединить под своим крылом все левые силы — кроме КПРФ — и таким образом пройти в Госдуму, став одной из системных партий наряду с «Единой Россией». Выступая на пресс-конференции, как Бабаков, так и Миронов не скрывали, что основным противником новой партии будет «Единая Россия» как «партия политического монополизма, бюрократия без границ, путь в никуда».
10 октября в «Интерфаксе» состоялась пресс-конференция лидеров трёх политических партий: лидера Партии жизни Сергея Миронова, лидера партии «Родина» Александра Бабакова и лидера партии Пенсионеров Игоря Зотова, на которой было объявлено об объединении трёх партий в новую партию Справедливая Россия и преобразовании Партии жизни в общественное движение «Российская хартия жизни»
23 октября новоизбранный председатель Самарского регионального отделения Виктор Тархов (являющийся креатурой Рафгата Алтынбаева) на выборах главы города Самары был избран мэром города, став первым партийным кандидатом избранным главой города, опередив кандидата от «Единой России».
Предполагалось, что новая объединённая партия «Справедливая Россия», состоящая из членов Партии жизни, партии «Родина» и «Партии пенсионеров» станет новой партией власти

## Руководство
- Сергей Миронов — председатель партии.
- Николай Левичев — первый заместитель председателя, руководитель центрального исполкома партии.
- Рафгат Алтынбаев — заместитель председателя.
- Леонид Барон — экономический идеолог партии.
- Юрий Рогозин — руководитель пресс-службы[19].

В президиум первого съезда партии  были избраны Сергей Миронов, Людмила Нарусова, Дмитрий Медведев, Михаил Горбачёв и Владимир Лукин.